# Schistidium antarctici
Schistidium antarctici – gatunek mchu należący do rodziny strzechwowatych (Grimmiaceae). Występuje endemicznie w Antarktyce. 

## Rozmieszczenie geograficzne
Gatunek ten jest jednym z najczęściej występujących mszaków na Windmill Islands, części Ziemi Wilkesa na Antarktydzie Wschodniej. Występuje także nad Zatoką Admiralicji oraz na Wyspie Króla Jerzego. Zaobserwowano go również na wyspie Signy oraz innych obszarach nadmorskich Antarktyki. 

## Morfologia
Posiada oliwkowozieloną barwę.

## Biologia i ekologia
Na stanowiskach wilgotnych rozwija się pokrywając powierzchnię ziemi. Jeśli jego siedlisko jest suche, tworzy niewielkie kępki. Osobniki w miejscach wilgotnych miały 3 razy wyższą zawartość chlorofilu niż osobniki na stanowiskach suchych.
Każda puszka rodni wytwarza między 250 000 a 520 000 zarodników. Zarodniki mają 9,3 μm średnicy, a ich objętość wynosi 143 μm³.
Na tym gatunku wykryto występowanie endofitycznego grzyba (szczep ITA1-CCMA 952), którego nazwano Mortierella alpina po analizie filogenetycznej na podstawie sekwencji genu 18S rRNA.